# Vala Mal Doran
Vala Mal Doran es un personaje de la serie de TV, Stargate SG-1 interpretado por la actriz Claudia Black.

## Historia
Vala es una especie de "pirata espacial", y una ladrona bien conocida a través de la galaxia por usar su cuerpo para conseguir lo que se propone. Aparentemente fue anfitriona del Goa'uld Qetesh. Fue liberada por la Tok'ra durante una revuelta en el planeta que gobernaba.
Sin embargo, la Tok'ra, al parecer, olvidó comentar al pueblo que la persona que los gobernaba de forma tiránica hasta ese momento no era Vala en sí, sino un parásito. Como resultado, los habitantes del planeta la culparon de todo e intentaron apalearla. La Tok'ra la salvó antes de que muriese y la cuidó hasta que se curó de sus heridas. Como consecuencia, Vala posee Naqahdah en su sangre y puede operar tecnología Goa'uld, incluido el aparato de curación.
Apareció por primera vez en el episodio de la octava temporada Prometheus Unbound, durante el cual intenta robar la nave Prometheus para intercambiarla por gran cantidad de armas de Naqahdah, pero sus planes no llegan a completarse al impedírselo Daniel Jackson. Más tarde se averigua que esta situación les crea enemigos dentro de las filas de la Alianza Lucian.
Vala eventualmente escapa de la nave en un Al'kesh.
Al comienzo de la temporada 9, Vala aparece en la Tierra buscando a Daniel Jackson para entregarle una tablilla codificada en Antiguo. Para conseguir su propósito, Vala ata a Daniel con un brazalete que provoca que si están separados el uno del otro durante mucho tiempo se desmayan y si se prolonga la separación de ambos produce también la muerte (el Goa'uld Cronos lo utilizaba para mantener unidos a los prisioneros y sus guardianes).
Debido a esta situación, Daniel pierde el viaje que estaba programando en el Dédalo hacia Atlantis.
La tablilla de Vala (la cual Daniel admite descifrar a regañadientes) le lleva al descubrimiento de una sala de los Antiguos llena de joyas y aparatos como un aparato de comunicación y un libro que identifica Ávalon (de la mitología Artútica) como el nombre que le daban los Antiguos a la Tierra. Juntos, Vala y Daniel conectan el aparato de comunicaciones y son transportados al cuerpo de dos habitantes de una villa en una galaxia lejana habitada por descendientes de los Antiguos.
Allí tienen el primer encuentro con la raza Ori. Esta raza se descubre que son entes ascendidos que determinan que aquellos que no siguen sus normas y no les veneran son malvados.
Vala acaba metiéndose en líos en la villa y acaba siendo condenada al Juicio de Fuego que consiste en quemar vivas a las personas acusadas de ser poseídas por un espíritu malvado. Un prior (humano leal a los Ori con poderes especiales) la resucita y lleva a Vala y a Daniel a la ciudad de los Ori, donde son retenidos hasta que son devueltos a la villa para ser quemados. En ese momento, el teniente coronel Cameron Mitchell y Teal'c consiguen destruir el aparato de comunicaciones devolviendo a Daniel y a Vala a sus cuerpos originales y salvándoles de un muerte segura.
Anteriormente a conocer a los Tau'ri, Vala había utilizado un aparato de alteración del tono de voz para hacerse pasar por Qetesh y conseguir Naqahdah de las minas del planeta. Durante sus estancia en este planeta, lo gobernó de forma justa aunque mantenía vigente el trabajo de esclavos.
Vala sacrifica su vida para detener la formación de un Supergate por parte de los Ori en la Vía Láctea para luego aparecer al final de la temporada, en el episodio "Crusade", donde cuenta que acabó viviendo en un mundo gobernado por los Ori.
Después de encontrar otro aparato de comunicación de los Antiguos, toma el cuerpo de Daniel para poder transmitir información. Vala les cuenta cómo fue rescatada por un hombre y vivió encubierta tratando de no llamar la atención. Además les comunica que está embarazada, aunque no sabe cómo fue concebido. Preocupada por su vida, se casa con el hombre que la salvó y le convence de que está embarazada con su hijo. Después descubre que el bebé es obra de los Ori y que su marido está al corriente.
Mientras comienza a contar que una nave de los Ori se acerca a Tierra, la comunicación se interrumpe y Vala desaparece del cuerpo de Daniel.
En el episodio "Camelot", último de la novena temporada, vemos a Vala en una de las naves de los Ori.
Tras la batalla, Vala da a luz a su hija Adria, conocida por los Ori como Orici. Adria comienza a crecer a gran velocidad y Vala, junto a Daniel que ha subido a bordo de la nave durante la batalla, intentan conseguir que Adria se ponga en contra de los Ori. Tomin, el marido de Vala y soldado a las órdenes de los Ori, lo descubre e intenta evitarlo. Antes que puedan coger a Adria y llevársela, son transportados a bordo de la nave Odisea.
Durante el episodio "Morpheus", Vala pasa un test psicológico y pasa a formar parte del Comando Stargate y del equipo del SG-1.
- Datos: Q375069